# یاکوبسدورف
یاکوبسدورف (به آلمانی: Jacobsdorf) یک شهر در آلمان است که در اودر-اشپری واقع شده‌است. یاکوبسدورف ۱٬۹۵۹ نفر جمعیت دارد.